# La Barceloneta (Gironès)
La Barceloneta – miejscowość w Hiszpanii, w Katalonii, w prowincji Girona, w comarce Gironès, w gminie Fornells de la Selva.
Według danych INE w 2020 roku liczyła 125 mieszkańców – 56 mężczyzn i 69 kobiet. 